# 正能量定理
在广义相对论里，正能量定理（在微分几何裡常被称为正质量猜想）被表述为：假设主能量條件即渐近平面时空的质量为非负，而且仅在闵可夫斯基時空裡质量为零。在渐近边界条件下这个定理是数量曲率比较定理，相当于几何刚度的表述。
1979年理查德·舍恩和丘成桐使用变分法完成这个定理对于ADM質量的原始证明。1981年爱德华·威滕受超重力环境下的正能量定理启发，采用旋量给出一个简化的证明。馬爾科姆·路德維森和馬爾科姆·佩里等给出这个定理在Bondi质量的扩展。加里·吉本斯和史蒂芬·霍金等把这个定理扩展到渐进反德西特空間和爱因斯坦-麦克斯韦理论。